# 오멜버니 앤 마이어스
오멜버니 앤 마이어스(O'Melveny & Myers LLP)는 미국 로스앤젤레스에 본사를 둔 미국계 다국적 대형 로펌이다. 반독점법 분야와 특허 소송에서 강세를 보이고 있으며 16개 사무실에 800여명의 변호사를 두고 있으며 이번 서울 사무소 개소는 아시아 국가 중 7번째이며 현재 상하이, 홍콩, 베이징, 싱가포르, 도쿄, 자카르타 등에서 130여명의 변호사를 고용하고 있다. 서울 사무소 개소는 아시아 국가 중 7번째이다.